# Sonate K. 125
La sonate K. 125 (F.84/L.487) en sol majeur est une œuvre pour clavier du compositeur italien Domenico Scarlatti.

## Présentation
La sonate K. 125, en sol majeur, notée Vivo, est la seconde d'une paire avec la sonate précédente de même tonalité. Comme sa compagne, la K. 125 est une volubile, somptueuse et flamboyante sonate, écrite à deux voix. Elles font partie des œuvres que Kirkpatrick rassemble sous le terme de « période flamboyante », qui comprend notamment les sonates K. 43 à 57, les sonates K. 96, 115 et 116, etc. Les caractéristiques de ce groupe présentent une forme très dynamique et une grande « richesse intérieure ».

## Manuscrits
Le manuscrit principal est le numéro 28 du volume XV de Venise (1749), copié pour Maria Barbara ; les autres sont Parme II 4 et Münster III 11. La sonate figure à Saragosse (E-Zac), source 3 (1750-1751), ms. B-2 Ms. 32, fos 5v-7r, no 3 (1751–1752).

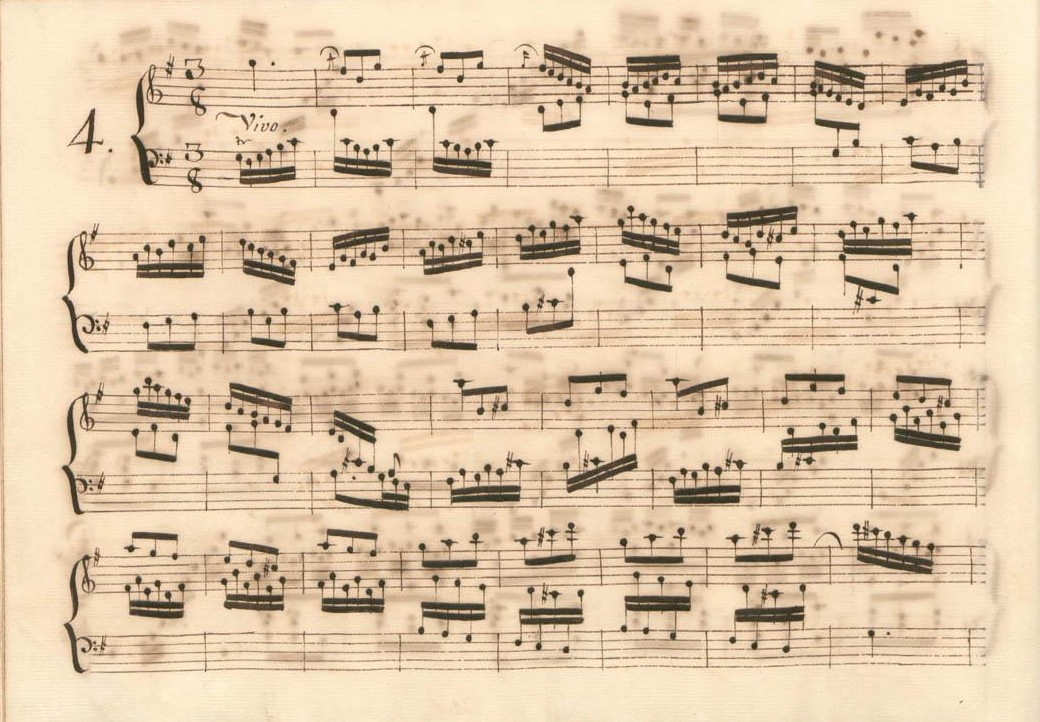
Parme II 4.
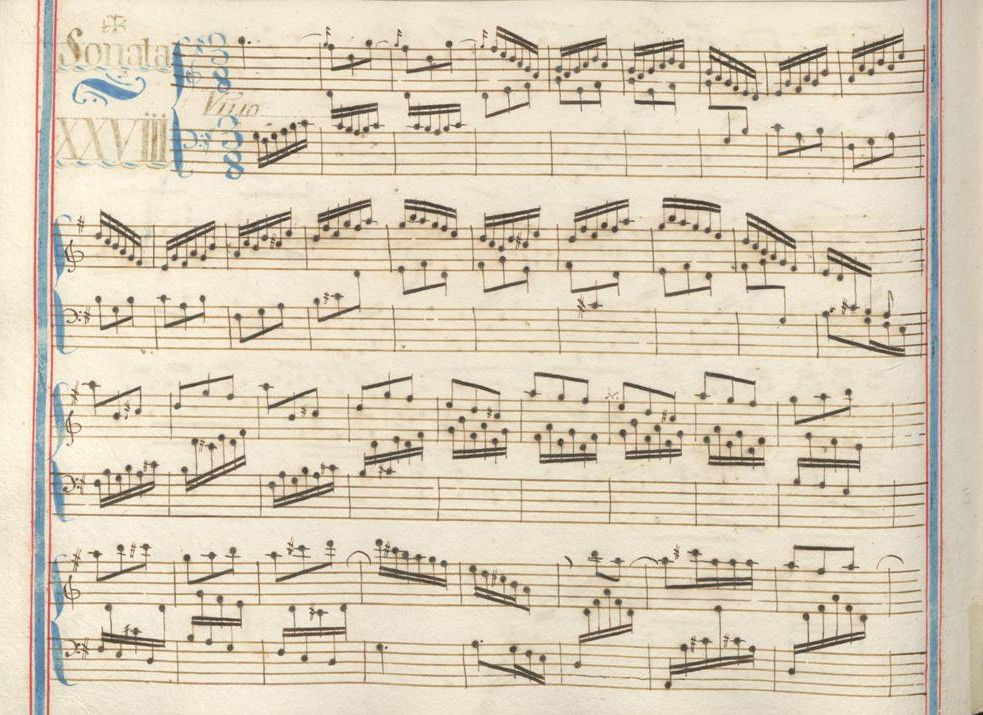
Venise XV 28.

## Interprètes
La sonate K. 125 est très jouée. Elle est défendue au piano, notamment par Robert Casadesus (EMI), Vladimir Horowitz (1935, EMI), Guiomar Novaes (1940, Les indispensables de Diapason n°140), Marcelle Meyer (1946 et 1955, EMI), Charles Rosen sur le Siena piano (1955, Counterpoint/Boston), Nina Milkina (1958, Westminster), Emil Gilels (1955, Westminster/DG ; 1960, Melodiya ; 1984, BBC et Ermitage/Aura), Maria Tipo (1956, Vox et 1987, EMI), Dubravka Tomšič Srebotnjak (1987, Grosse Meister), Zhu Xiao-Mei (1995, INA), Prisca Benoit (Pavane), Youri Egorov (Etcetera), Marcela Roggeri (2006, Transart), Olivier Cavé (2008, Æon), Carlo Grante (2009, Music & Arts, vol. 1), Ievgueni Soudbine (2015, BIS), Lucas Debargue (Sony), Giuseppe Guarrera (Festivaldebüts, Ruhr festival, vol. 38) et Margherita Torretta (14-16 avril 2019, Academy Productions) ; au clavecin par George Malcolm (1954), Scott Ross (1985, Erato), Virginia Black (1986, EMI), Richard Lester (2005, Nimbus, vol. 6) et Pieter-Jan Belder (Brilliant Classics, vol. 3). Godelieve Schrama la joue à la harpe (1997, Challenge Classics/Brilliant Classics).

## Sources
: document utilisé comme source pour la rédaction de cet article.
- Ralph Kirkpatrick (trad. de l'anglais par Dennis Collins), Domenico Scarlatti, Paris, Lattès, coll. « Musique et Musiciens », 1982 (1re éd. 1953 (en)), 493 p. (ISBN 978-2-7096-0118-4, OCLC 954954205, BNF 34689181).
- Alain de Chambure, « Domenico Scarlatti : Intégrale des sonates — Scott Ross », Erato (2564-62092-2), 1985 (OCLC 891183737) .
- (es) Celestino Yáñez Navarro (thèse), Nuevas aportaciones para el estudio de las sonatas de Domenico Scarlatti. Los manuscritos del Archivo de Música de las Catedrales de Zaragoza, Université autonome de Barcelone, 2016 (lire en ligne)